# Lina Bäckström
Lina Bäckström, född den 21 maj 1980, är en svensk orienterare som tog SM-guld i stafett 2003 och EM-brons i stafett 2004.